# Inscription de l'intendant royal

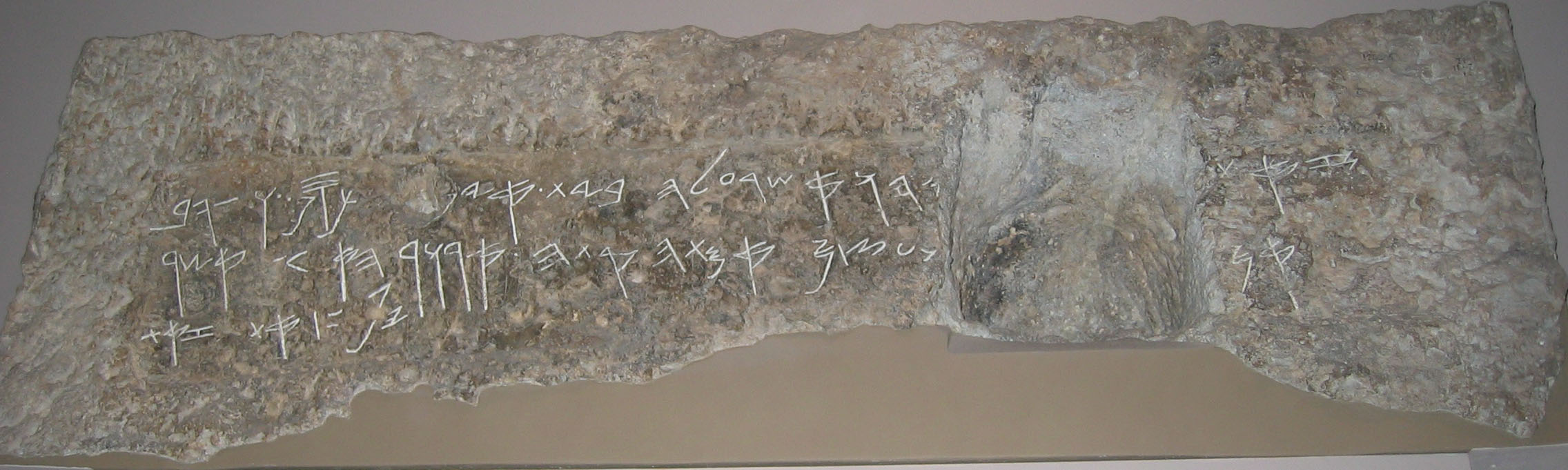
Inscription « de l'intendant royal », Jérusalem, (British Museum, Londres)

L'inscription de l'intendant royal ou inscription de Shebna est une inscription funéraire d'un fonctionnaire judéen du VIIe siècle av. J.-C. Elle est écrite en alphabet paléo-hébraïque et a été découverte dans une tombe de l'âge du fer à Jérusalem. Une nécropole avait été identifiée par Charles Clermont-Ganneau à la fin du XIXe siècle sur les pentes du village de Siloam à l'est de la vieille ville de Jérusalem. Les tombes creusées dans le rocher avaient servi de cellules pour des ermites à l'époque byzantine puis de citerne à l'époque arabe. En 1946, une inscription est découverte au-dessus de l'entrée d'une des tombes. Elle est déchiffrée en 1953 par Nahman Avigad :

« ceci [est la tombe de x]-yahu, le maître du palais. Il n'y a ici ni argent ni or,

mais [ses ossements] et les ossements de sa concubine avec lui. Maudit soit l'homme qui

ouvrira cette [tombe] »

Le nom de l'homme enterré n'a pas été conservé. Il n'en reste que l’élément théophore -yahu. Le titre d'« intendant royal » (ʔăšer ʕal habbāyit) permet cependant d'identifier la tombe comme celle d'un personnage de haut rang. Avigad tend à y voir la tombe de Shebna, un haut fonctionnaire de la cour au service du roi de Juda Ézéchias. Selon le livre d'Isaïe, il portait ce titre et sa tombe se situait dans les hauteurs.

« Ainsi parla le Seigneur, l’Éternel des armées : "Va, transporte-toi auprès de ce haut dignitaire, auprès de Shebna, intendant du palais [pour lui dire]: Que possèdes-tu à toi en ces lieux, qui t'appartient ici, pour t'y creuser un sépulcre? II ose se creuser un sépulcre sur les hauteurs, se tailler une demeure dans le roc! »

— Isaïe 22.15-16